# Solidarité olympique
La commission de la solidarité olympique est une commission chargée de distribuer des fonds du Comité international olympique à des pays en difficulté financière.

## Historique
Le Comité international olympique commence à verser des fonds aux Comités nationaux olympiques en 1960, notamment pour aider les pays nouvellement indépendants à intégrer le mouvement olympique,. Deux ans plus tard, Jean de Beaumont crée la Commission d'aide internationale olympique à cet effet,. En 1969, l’Institut international de développement des CNO est fondé par l’Assemblée générale permanente des CNO et deux ans plus tard, il fusionne avec la Commission d'aide internationale olympique pour créer le Comité pour la Solidarité Olympique.
En 1979, une décision est faite d'allouer 20 % du revenu des droits télévisés des Jeux aux initiatives de développement international,.
La commission de la Solidarité Olympique est créée lors du Congrès olympique de Baden-Baden par le président du CIO, Juan Antonio Samaranch, et le président de l’ACNO, Mario Vázquez Raña. Elle est présidée par le président du CIO et vise à organiser les actions de soutien des CNO. En 1984, la gestion des fonds passe d’une forme de subvention générale à une structure de gestion des revenus, notamment grâce aux importants revenus télévisés des Jeux olympiques d'été de 1984.
Les premières bourses de soutien aux athlètes olympiques sont distribuées à l'occasion des Jeux olympiques d'été de 1992.
En 2001, Jacques Rogge met en place une nouvelle structure pour la commission.
Lors de la pandémie de Covid-19, le report des Jeux olympiques permet d'augmenter de 10 millions de dollars le budget de la Solidarité olympique.

## Programme
La commission de la solidarité olympique a pour but d'apporter un soutien financier à tous les comités nationaux olympiques, en particulier ceux de pays en difficulté financière. Sa priorité est le développement des athlètes, des entraîneurs et des dirigeants sportifs, ainsi que la promotion des valeurs olympiques,. Elle aide notamment les sportifs réfugiés. Elle permet aussi à certains athlètes de s'entraîner à l'étranger, dans des pays avec plus d'infrastructures. 14 boursiers sont ainsi pris intégralement en charge en France, à Petit-Couronne.
Elle fournit également une contribution aux frais de déplacement et d'hébergement d'une personne de chacun des 206 comités nationaux olympiques pour les réunions préparatoires aux Jeux, ainsi qu'à trouver un site d'entraînement au sein du pays hôte pour chaque délégation. En cas de besoin, elle peut aussi couvrir une partie des frais d'hébergement et de transport des athlètes pendant les Jeux.